# Nocera Inferiore
Nocera Inferiore – miejscowość i gmina we Włoszech, w regionie Kampania, w prowincji Salerno.
Według danych na rok 2004 gminę zamieszkiwały 47 932 osoby, 2396,6 os./km².
W miejscowości znajduje się stacja kolejowa Nocera Inferiore.